# Socket 2
Socket 2是一個可插入多種x86微處理器的CPU插座。其為Socket 1的更新版，加入了對Pentium OverDrive處理器的支援。
Socket 2是一個238針的低插拔力插座（LIF）或零插拔力插座（ZIF），此19×19插針網格陣列（PGA）插座適合使用5-volt，25至50MHz的486 SX/486 DX/486 DX2/486 DX4/486 OverDrive和63或83MHz的Pentium OverDrive處理器。